# Municipio de Madero
El municipio de Madero es uno de los 113 municipios en que se encuentra dividido para su régimen interior el estado mexicano de Michoacán de Ocampo. Su cabecera es la población de Villa Madero y se encuentra localizado al este del estado.

## Geografía
Madero está ubicado al este del estado de Michoacán. Tiene una superficie de 1022.717 km² y limita al norte con el municipio de Morelia, al este con los municipios de Tzitzio y Tiquicheo, al sureste con Caracuaro, al sur con Nocupétaro, al oeste con Tacámbaro y al noroeste con Acuitzio.
Forma parte de la región socioeconómica VIII Tierra Caliente del estado de Michoacán, junto con los municipios de Carácuaro, Huetamo, Nocupétaro, San Lucas, Tacámbaro y Turicato.
La ciudad de Villa Madero, cabecera del municipio, está ubicada en las coordenadas geográficas 19°23′29″N 101°16′55″O / 19.39139, -101.28194, a una altitud de 2203 m s. n. m.
Según la clasificación climática de Köppen el clima de Madero corresponde a la categoría Aw (tropical de sabana).

## Demografía
La población total del municipio de Madero es de 19 086 habitantes, lo que representa un crecimiento promedio de 0.93 % anual en el período 2010-2020 sobre la base de los 17 427 habitantes registrados en el censo anterior. Al año 2020 la densidad del municipio era de 18,72 hab/km².
| Gráfica de evolución demográfica de Municipio de Madero entre 2000 y 2020 |
|                                                                           |
| Fuente: Instituto Nacional de Estadística Geografía e Informática         |

En el año 2010 estaba clasificado como un municipio de grado alto de vulnerabilidad social, con el 34.37 % de su población en estado de pobreza extrema.
La población del municipio está mayoritariamente alfabetizada (16.63 % de personas mayores de 15 años analfabetas al año 2010) con un grado de escolarización en torno de los 5 años. Solo el 0.43 % de la población se reconoce como indígena.

### Localidades
En el censo de 2020 el municipio de Madero contaba con 284 localidades.
| Código INEGI      | Localidad         | Población (2020) |
| ----------------- | ----------------- | ---------------- |
| 160490001         | Villa Madero      | 7633             |
| 160490044         | Etúcuaro          | 1300             |
| Otras localidades | Otras localidades | 3 862            |
| Total municipal   | Total municipal   | 19 086           |

## Educación y salud
En 2010, el municipio contaba con escuelas preescolares, primarias, secundarias y una escuela de formación media (bachillerato). Las unidades médicas en el municipio eran 13, con un total de personal médico de 24 personas.

## Política
El municipio fue fundado el 27 de julio de 1914 con el nombre de municipio de Cruce de Caminos y segregando su territorio del municipio de Acuitzio; el 12 de octubre de 1914 fue ratificada su creación con el nombre de Municipio de Madero.
El gobierno del municipio de Madero le corresponde a su ayuntamiento, el cual está integrado por el presidente municipal, un síndico y el cabildo conformado por siete regidores, cuatro electos por mayoría relativa y tres por el principio de representación proporcional. Todos son electos mediante voto universal, directo y secreto para un periodo de tres años con posibilidad de ser reelectos por un único periodo inmediato.

### Representación legislativa
Para la elección de diputados locales al Congreso de Michoacán y de diputados federales a la Cámara de Diputados federal, el municipio de Madero se encuentra integrado en los siguientes distritos electorales:
Local:
- Distrito electoral local de 19 de Michoacán con cabecera en Tacámbaro.[14]

Federal:
- Distrito electoral federal 11 de Michoacán con cabecera en Pátzcuaro.[15]